# Matanza de las minas del Lena

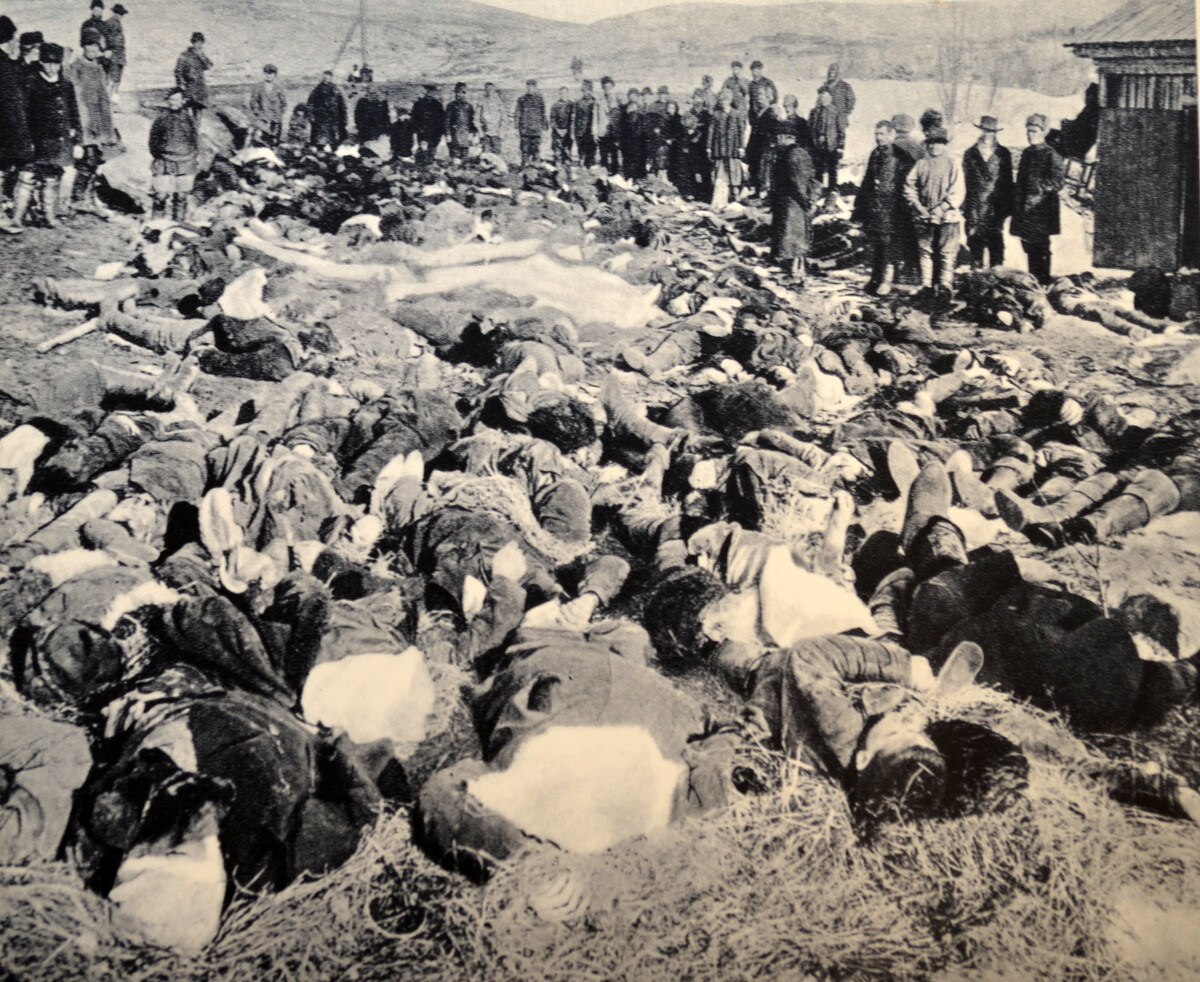
Cuerpos de los obreros huelguistas después de la masacre.

La matanza de las minas del Lena es el nombre con el que pasó a la historia los sucesos ocurridos en Rusia el 17 de abril (4 de abril del calendario juliano) de 1912 en las minas de oro del río Lena situadas en el extremo oriente de Siberia.

## Propietarios de la compañía
En el momento de la huelga el 66% de las acciones de "Lena Gold Partnership" (abreviada en ruso como Lenzóloto) eran propiedad de "Lena Goldfields" compañía registrada en Gran Bretaña. El 70% de las acciones de "Lena Goldfields" pertenecían a empresarios rusos y el 30% restante a inversores británicos.

## Los sucesos
Ante las deplorables condiciones de los trabajadores entre las que se encontraban, jornadas de hasta 16 horas, bajos salarios, el descontento entre los operarios se hallaba muy extendido. La propia empresa proveía alimentos y vestimentas a los obreros pero gran parte del salario era pagado mediante fichas monetiformes que debían gastarse solamente en las tiendas de la empresa. A los abusos se sumó un suministro de carne descompuesta que la empresa insistía en vender a los operarios, estallando una serie de protestas en demanda de jornadas menores de trabajo y aumento de la paga, demandas que Lena Goldfields rechazó. Ante el conflicto, los obreros se organizan en un sindicato y convocan una huelga para el 13 de marzo, dicha huelga fue secundada por 6000 de los 9000 trabajadores de las minas. 
Tras el comienzo de los despidos y la agudización de las protestas, la empresa logra que en la noche del 17 de abril la policía gubernamental arreste a los líderes de la huelga, mientras el gobierno zarista ordenó el envío de tropas a los campos mineros del Lena. Al día siguiente, una gran masa de huelguistas acude a la sede de Lena Goldfields exigiendo la libertad de los obreros, pero son recibidos por las tropas que de inmediato disparan contra los manifestantes asesinando a 270 obreros e hiriendo a casi 250 según el diario local Zvezdá.

## Consecuencias
El impacto de este suceso provocó la autocrítica dentro del movimiento obrero ruso, dejando atrás la oposición pasiva al gobierno zarista y comenzando un periodo ascendente en cuanto a combatividad y  militancia obrera, hecho que sobre todo supieron aprovechar los movimientos socialistas y comunistas para aumentar su fuerza política. Si bien tras la fallida revolución de 1905 habían disminuido notablemente las protestas obreras en el Imperio ruso, las noticias sobre las matanzas del Lena fomentaron una nueva ola de paros y huelgas en todo el país, así como la creación y organización de cada vez más sindicatos. Una consecuencia directa fue que el Partido Obrero Socialdemócrata de Rusia, dominado por su facción bolchevique, empezó la publicación del periódico Pravda en San Petersburgo como órgano oficial partidario, mientras los primeros beneficios del periódico fueron enviados a las víctimas de la masacre.
La matanza provocó gran revuelo en la Duma, debido a la presión se creó una comisión para la investigación del suceso liderada por Aleksandr Kérenski, y la aprobación de las primeras leyes estableciendo normas de seguridad y salud para los trabajadores rusos. El ministro de interior Aleksandr Makárov declaró "Así fue. Así será".